# Michel Sebillotte
Michel Sebillotte, né le 29 janvier 1934 et mort le 7 avril 2010, est un agronome français.

## Biographie
Fils d'un colon, il grandit à Meknassy, dans le Sud de la Tunisie. Il envisagera d'ailleurs de reprendre la ferme familiale, au début de ses études. Il rentre ensuite en classe préparatoire au lycée Henri-IV à Paris puis comme étudiant à Institut national agronomique Paris-Grignon.
En 1961, il est recruté comme assistant de Stéphane Hénin à l'Institut national agronomique Paris-Grignon (INA-PG). En 1963, il lance une expérimentation de longue durée (21 ans) sur les rotations de culture. À la même époque, il devient directeur de la nouvelle ferme expérimentale de l'INA-PG à Palaiseau puis participe à des projets de recherche au Maroc et en Côte d'Ivoire. 
Il devient professeur d'agronomie à l'Institut national agronomique Paris-Grignon [Quand ?].
À partir de 1991, il participe à un projet de prospective sur l'avenir de l'INRA et de la recherche agronomique, qui le conduira, en 1993, à quitter la direction de son laboratoire de recherche pour rejoindre la direction de l'INRA où il est chargé de créer un service de prospective.

## Parcours scientifique
Au cours de sa carrière, Michel Sebillotte abordera successivement plusieurs objets de recherche qui l'amèneront à développer l'idée de trois objets d'étude pour l'agronome: la parcelle cultivée, l'agriculteur et le territoire.

### La parcelle cultivée
Ses travaux des années 1960 et 1970 l'ont conduit à développer plusieurs concepts permettant l'analyse du fonctionnement du peuplement végétal cultivé à l'échelle de la parcelle, en plaçant l'élaboration du rendement comme pivot de cette analyse.
À l'opposé des agronomes de la génération précédente, qui cherchaient à éliminer le maximum de sources de variabilité en travaillant à l'échelle de stations culturales homogènes, il souhaite au contraire prendre en compte l'hétérogénéité interne à la parcelle.
Il formalise sous l'appellation de « tour de plaine » les observations qu’un agronome peut faire en parcourant, à intervalles réguliers, l’ensemble des parcelles d’une exploitation et qui permettent de tirer de conclusions sur les relations entre état du milieu et élaboration du rendement.
Il propose les concepts d'itinéraire technique : « combinaison logique et ordonnée de techniques qui permettent de contrôler le milieu et d'en tirer une production donnée » et de système de culture : « un système de culture est l'ensemble des modalités techniques mises en œuvre sur des parcelles cultivées de manière identique. Chaque système se définit par (1) la nature des cultures et leur ordre de succession, (2) les itinéraires techniques appliqués à ces différentes cultures, ce qui inclut le choix des variétés ».
Cela l'amène également à proposer en 1974 une nouvelle définition de l'agronomie : « l'étude, menée simultanément dans le temps et dans l'espace, des relations au sein de l'ensemble constitué par le peuplement végétal et le milieu physique, chimique et biologique, et sur lequel l'homme agit pour en obtenir une production »

### Agriculture
À partir des années 1980, il s'intéresse à un nouvel objet d'étude: l'agriculteur en train de cultiver. En s'inspirant des outils de la psychologie ergonomique et en supposant que « les agriculteurs [ont] de bonnes raisons de faire ce qu'ils [font] », il développe le modèle de l’agriculteur pour l’action, qui permet de formaliser la manière dont les agriculteurs prennent leurs décisions.

### Territoire
Dans les années 1990, à l'INRA et à la suite de la mission de prospective qui lui avait été confiée, il propose de s'intéresser au territoire comme objet d'analyse transdisciplinaire.

## Récompenses et hommages
Il est élu en 1986 à l'Académie d'agriculture de France,.
 Chevalier de la Légion d'honneur, (2001) 
En 2010, un colloque lui est rendu en hommage, qui conduira à la publication d'un livre hommage.

## Publications
- Agronomie et Agriculture. Essai d’analyse des tâches de l’agronome, Cah. ORSTOM, Série Biologie, 3 (1) 1974, p. 3-25
- Écologie et Agriculture intensive, Bull. Ecol, 15 (2), 1984, p. 123-125.
- La Jachère. Éléments pour une théorie. In : À travers champs, agronomes et géographes. ORSTOM, Paris, 1985, p. 175-229. Texte intégral sur le site de l'IRD.
- Système de culture, un concept opératoire pour les agronomes. In : L. Combe et D. Picard coord., Les Systèmes de culture, Inra, Versailles, 1990, p. 165-196.
- Les processus de décision des agriculteurs, II – Conséquences pour les démarches d'aide à la décision. In: J. Brossier, B. Vissac, J-L. Le Moigne (eds), Modélisation systémique et  Système agraire : Décision et Organisation, Inra, Paris, 1990, p. 103-117.
- Les Mondes de l’agriculture : Une recherche pour demain, Paris, INRA Éditions, 1996.
- Avec T. Doré et J-M. Meynard, A diagnostic method for assessing regional variation in crop yield, Agric. Syst no 54, 1990, p. 169-188.